# Erik Shoji
Erik Shoji (ur. 24 sierpnia 1989 w Honolulu) – amerykański siatkarz, grający na pozycji libero. Reprezentant kraju. 
Jego starszy brat Kawika również jest siatkarzem. Jego pradziadek pochodzi z Japonii. Zaczął grać w siatkówkę, gdy miał około 8 lat. Występował w drużynie juniorów, gdzie jego ojciec był wówczas jego trenerem. Kiedy skończył 18 lat przestał pełnić tę funkcję. Ma licencjat z biologii człowieka i magistra z biznesu.

## Sukcesy klubowe
Puchar Austrii:
- 2014

Liga austriacka:
- 2014

Liga Mistrzów:
- 2022, 2023[4]
- 2015

Liga niemiecka:
- 2016
- 2015

Puchar Niemiec:
- 2016

Puchar CEV:
- 2016

Liga rosyjska:
- 2017, 2019

Klubowe Mistrzostwa Świata:
- 2018

Puchar Polski:
- 2022[5], 2023[6]

Liga polska:
- 2022[7]
- 2023[8]

Superpuchar Polski:
- 2023[9]

## Sukcesy reprezentacyjne
Mistrzostwa Ameryki Północnej, Środkowej i Karaibów Kadetów:
- 2006

Mistrzostwa Ameryki Północnej, Środkowej i Karaibów Juniorów:
- 2008

Mistrzostwa Ameryki Północnej, Środkowej i Karaibów:
- 2013, 2017, 2023

Puchar Panamerykański:
- 2014

Liga Światowa:
- 2014
- 2015

Puchar Świata:
- 2015
- 2019

Igrzyska Olimpijskie:
- 2016, 2024[10]

Liga Narodów:
- 2019, 2022[11], 2023[12]
- 2018

Mistrzostwa Świata:
- 2018

## Nagrody indywidualne
- 2007: Najlepszy broniący Mistrzostw Świata Kadetów
- 2008: Najlepszy libero, broniący i przyjmujący Mistrzostwa Ameryki Północnej, Środkowej i Karaibów Juniorów
- 2015: Najlepszy libero Pucharu Świata
- 2019: Najlepszy libero Ligi Narodów
- 2023: Najlepszy odbierający Mistrzostw Ameryki Północnej, Środkowej i Karaibów